# Frederick Teesdale
Frederick William Teesdale (Boston, 3 de abril de 1864 – Nedlands, 14 de dezembro de 1931) foi um político australiano que era membro do Partido Nacionalista na Assembleia Legislativa da Austrália Ocidental de 1917 até sua morte, representando a sede de Roebourne.
Teesdale nasceu em Boston, Lincolnshire, Inglaterra, filho de Sarah (née Clement) e Eli Teesdale. Veio à Austrália quando jovem e, após períodos vivendo na Austrália Meridional e Vitória, estabeleceu-se no Noroeste. Teesdale inicialmente se envolveu em prospecção e pérolas, mas a partir de 1889 manteve uma loja em Roebourne . Serviu no Conselho Municipal de Roebourne de 1895 a 1897 e novamente de 1900 a 1901. Teesdale foi o primeiro parlamentar nas eleições estaduais de 1914, contestando Roebourne pelo Partido Liberal, mas perdendo para Joseph Gardiner, do Partido Trabalhista. Recontestou o assento na eleição de 1917 para o Partido Nacionalista e foi eleito. Teesdale foi reeleito em outras quatro ocasiões, inclusive sem oposição em 1924, mas morreu no cargo em dezembro de 1931, por tuberculose. Casou-se com Lilian Hall (née Bruce), uma viúva, em 1893, mas não tiveram filhos. Está enterrado no Cemitério de Karrakatta.